# Simulation of Urban MObility
 (août 2023).
La mise en forme du texte ne suit pas les recommandations de Wikipédia : il faut le « wikifier ».
Les points d'amélioration suivants sont les cas les plus fréquents. Le détail des points à revoir est peut-être précisé sur la page de discussion.
- Les titres sont pré-formatés par le logiciel. Ils ne sont ni en capitales, ni en gras.
- Le texte ne doit pas être écrit en capitales (les noms de famille non plus), ni en gras, ni en italique, ni en « petit »…
- Le gras n'est utilisé que pour surligner le titre de l'article dans l'introduction, une seule fois.
- L'italique est rarement utilisé : mots en langue étrangère, titres d'œuvres, noms de bateaux, etc.
- Les citations ne sont pas en italique mais en corps de texte normal. Elles sont entourées par des guillemets français : « et ».
- Les listes à puces sont à éviter, des paragraphes rédigés étant largement préférés. Les tableaux sont à réserver à la présentation de données structurées (résultats, etc.).
- Les appels de note de bas de page (petits chiffres en exposant, introduits par l'outil «  Source ») sont à placer entre la fin de phrase et le point final[comme ça].
- Les liens internes (vers d'autres articles de Wikipédia) sont à choisir avec parcimonie. Créez des liens vers des articles approfondissant le sujet. Les termes génériques sans rapport avec le sujet sont à éviter, ainsi que les répétitions de liens vers un même terme.
- Les liens externes sont à placer uniquement dans une section « Liens externes », à la fin de l'article. Ces liens sont à choisir avec parcimonie suivant les règles définies. Si un lien sert de source à l'article, son insertion dans le texte est à faire par les notes de bas de page.
- La présentation des références doit suivre les conventions bibliographiques. Il est recommandé d'utiliser les modèles {{Ouvrage}}, {{Chapitre}}, {{Article}}, {{Lien web}} et/ou {{Bibliographie}}. Le mode d'édition visuel peut mettre en forme automatiquement les références.
- Insérer une infobox (cadre d'informations à droite) n'est pas obligatoire pour parachever la mise en page.

Pour une aide détaillée, merci de consulter Aide:Wikification.
Si vous pensez que ces points ont été résolus, vous pouvez retirer ce bandeau et améliorer la mise en forme d'un autre article.
 (septembre 2024).
Pour les articles homonymes, voir Sumo (homonymie).
Simulation of Urban MObility ( Eclipse SUMO ou simplement SUMO ) est un logiciel multi-plateforme de simulation de trafic multimodal, pour l'échelle microscopique et en temps continu, conçu pour gérer de grands réseaux. Il est disponible gratuitement en open source depuis 2001 et il est devenu un projet de la Fondation Eclipse depuis 2017. SUMO est développé par le Centre aérospatial allemand et également par les membres de la communauté.

## But
Une simulation de trafic au sein de SUMO utilise divers outils logiciels pour permettre la création et la manipulation de réseaux, la simulation et l'analyse qualitative et quantitative du trafic routier et également de systèmes de gestion du trafic. De nouvelles stratégies de gestion de trafic peuvent être mises en œuvre et testés via une simulation SUMO à des fins d'analyse avant d'être utilisées dans des situations réelles. SUMO a également été proposé en tant que composant de la chaîne d'outils pour le développement et la validation de fonctions de conduite automatisée via diverses approches du type X-in-the-Loop et de jumeau numérique,.
SUMO est utilisé à des fins de recherche telles que la prévision du trafic, l'évaluation des feux de circulation, la sélection d'itinéraire ou dans le domaine des systèmes de communication véhiculaire . Les utilisateurs de SUMO peuvent apporter des modifications au code source du programme via la licence open source pour expérimenter de nouvelles approches.

## Projets
SUMO a été utilisé dans les projets nationaux et internationaux suivants :
- AMITRAN[4], une méthodologie d'évaluation des rejets CO2, réalisée par ICT, appliquée au secteur des transports via les systèmes de transport intelligents (ITS).
- COLOMBO [5]
- CityMobil[6], un projet d'intégration des systèmes de transport automatisés dans l'environnement urbain. Terminé en 2011
- DRIVE C2X [7]
- iTETRIS [8]
- Collecte de données de trafic pendant la coupe du monde de football FIFA 2006, depuis les airs [9]
- Projet VABENE [10] pour améliorer la sécurité lors d'événements de masse

## Voir également
- Système de transport intelligent
- Optimisation du trafic
- Système d'estimation et de prévision du trafic

## Les références
1. ↑  Tonguz, « How Vehicle-to-Vehicle Communication Could Replace Traffic Lights and Shorten Commutes », IEEE Spectrum, 25 septembre 2018
2. ↑  (en) « Simulation-Based Identification of Critical Scenarios for Cooperative and Automated Vehicles (2018-01-1066 Journal Article)- SAE Mobilus », saemobilus.sae.org (consulté le 3 février 2020)
3. ↑  Weber, « AmE - Automotive meets Electronics 2020: A simulation-based, statistical approach for the derivation of concrete scenarios for the release of highly automated driving functions », Researchgate, janvier 2020 (consulté le 15 février 2020)
4. ↑  « AMITRAN » [archive du 28 septembre 2012]
5. ↑  « COLOMBO Project » [archive du 15 mai 2013]
6. ↑  « CityMobil » [archive du 4 décembre 2019]
7. ↑  « Drive C2X » [archive du 15 juin 2012]
8. ↑  « iTetris Project Consortium » [archive du 15 août 2010], 2008
9. ↑  « Soccer - traffic data collection from the air during the World Cup » [archive du 18 décembre 2016]
10. ↑  (de) « vabene » [archive du 18 juillet 2011]